# Esquivias
Esquivias – gmina w Hiszpanii, w prowincji Toledo, w Kastylii-La Mancha, o powierzchni 24,92 km². W 2011 roku gmina liczyła 5507 mieszkańców.